# Give Me the Reason
Give Me the Reason è il quinto album in studio del cantautore statunitense Luther Vandross, pubblicato nel 1986.

## Tracce
1. Stop To Love – 5:19 (Luther Vandross, Nat Adderley Jr.)
2. See Me – 5:29 (Vandross, Marcus Miller)
3. I Gave It Up (When I Fell in Love) – 4:45 (Vandross, Miller)
4. So Amazing – 3:41 (Vandross)
5. Give Me the Reason – 4:45 (Vandross, Adderley)
6. There's Nothing Better Than Love (con Gregory Hines) – 4:42 (Vandross, Skip Anderson)
7. I Really Didn't Mean I – 5:43 (Vandross, Miller)
8. Because It's Really Love – 6:13 (Vandross)
9. Anyone Who Had a Heart – 5:45 (Burt Bacharach, Hal David)